# 4185 Фізтех
4185 Фізтех (4185 Phystech) — астероїд головного поясу, відкритий 4 березня 1975 року.
Тіссеранів параметр щодо Юпітера — 3,645.
Названо на честь МФТІ, до 50-ї річниці (1996).